# Tripterospermum chevalieri
Tripterospermum chevalieri är en gentianaväxtart som beskrevs av H. Smith. Tripterospermum chevalieri ingår i släktet Tripterospermum och familjen gentianaväxter. Inga underarter finns listade i Catalogue of Life.